# Bank van de Arbeid

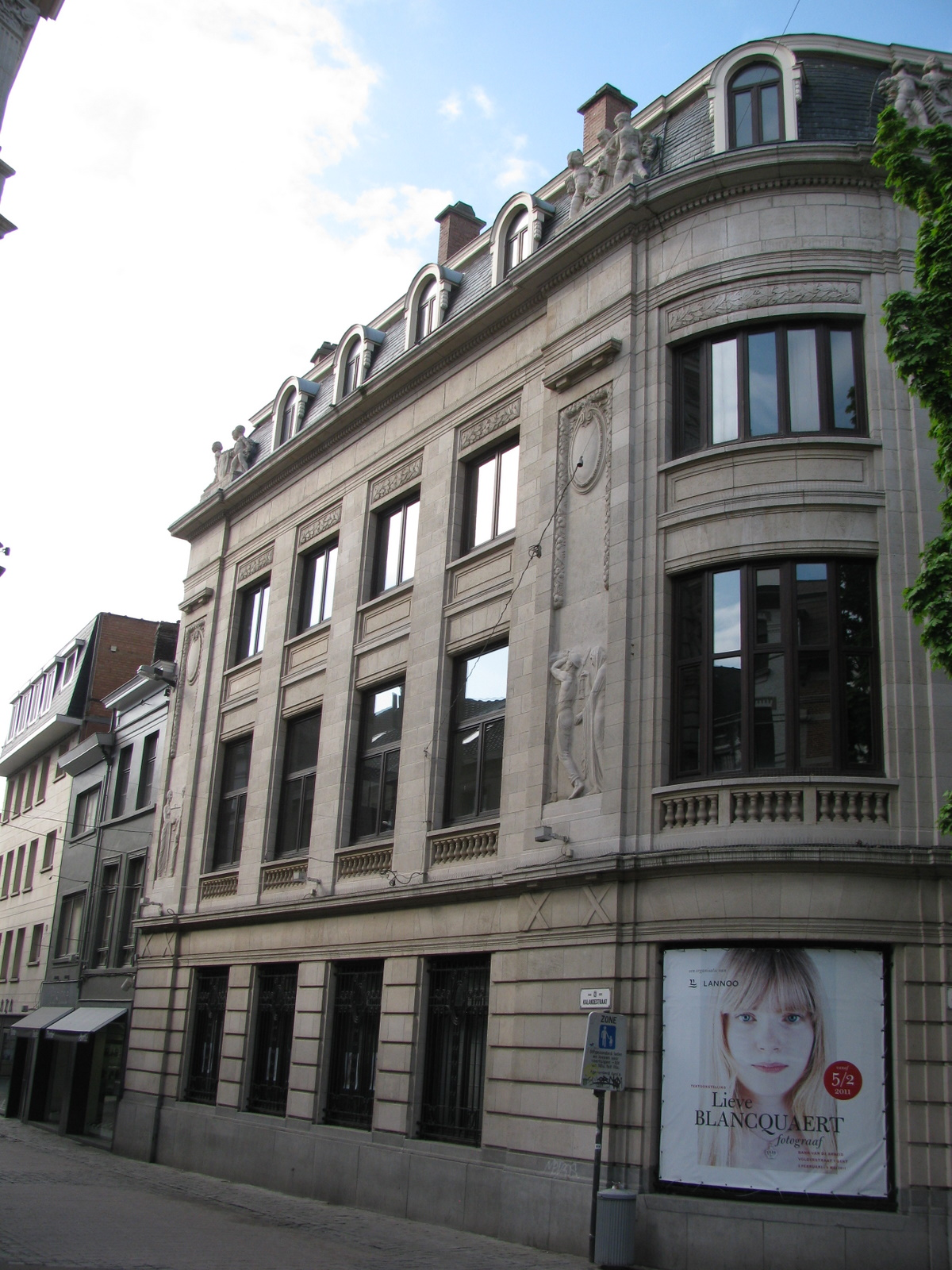
De zijgevel van het bankgebouw.

De Bank van de Arbeid was een Belgische bank in de stad Gent. Het bankgebouw in de Voldersstraat werd in 1923 in gebruik genomen tot aan het faillissement in 1934.

## Geschiedenis
De Belgische Bank van de Arbeid werd in 1913 gesticht door de socialistische voorman Edward Anseele met geld van de Samenwerkende Maatschappij Vooruit Nr.1. De financiële instelling moest als antwoord dienen tegen het kapitalistisch systeem. De bank zelf was geen coöperatie maar een naamloze vennootschap. 
Ten gevolge van de bankencrisis van de jaren 30 tijdens het interbellum ging de bank failliet in 1934. In een gesloten vergadering in november 1934 volgend op dit faillissement werden een aantal vooraanstaande leden van de Belgische Werkliedenpartij (BWP) geroyeerd omdat ze te hoge winsten en lonen zouden hebben ontvangen als bestuursleden van de Bank van Arbeid. De bank trok tal van Gentse socialistische coöperatieven mee in haar ondergang. Daarnaast verdwenen de spaarcenten van de arbeidersklasse, alsook de propagandamiddelen van de socialistische beweging als sneeuw voor de zon.

## Gebouw
In 1921-1922 werd een bankgebouw in de Voldersstraat opgetrokken in neoclassicistische stijl naar ontwerp van architect Oscar Van de Voorde.
Aan de buitenzijde werden in en bovenaan de gevels een aantal decoratieve elementen verwerkt. In de muurvlakken werden vijf bas-reliëfs geïntegreerd met telkens twee figuren, een arbeider en een allegorische figuur, die respectievelijk de landbouw, mijnbouw, textiel-, metaal- en bouwnijverheid uitbeelden. Boven de kroonlijst staan vijf beeldengroepen op een sokkel voor het mansardedak. De afgebeelde kinderen (putti) symboliseren de industrie, de handel, de scheepvaart, de wetenschap en de kunst. De decoratieve elementen zijn van de hand van de beeldhouwer Geo Verbanck. 
Het interieur ontworpen in art-decostijl is grotendeels bewaard. 
Toen in 1934 de bank haar deuren moest sluiten, kwam het gebouw in bezit van de Belgische Staat en nam de Registratie der Domeinen er haar intrek. Eind jaren 90 is het gekocht door de provincie Oost-Vlaanderen, die het gebouw in 2004 gedeeltelijk restaureerde. In de zomer van 2013 nam het Gentse stadsontwikkelingsbedrijf Sogent haar intrek in het gerenoveerde gebouw. De lokettenzaal en de kluizenzaal van de voormalige bank worden gebruikt als tentoonstellingsruimte over stadsontwikkeling en architectuur in Gent.